# Rudolf Eucken
Rudolf Christoph Eucken, född 5 januari 1846 i Aurich, Niedersachsen, död 15 september 1926 i Jena, Thüringen, var en tysk filosof. Han tilldelades Nobelpriset i litteratur 1908.

## Biografi
Eucken utnämndes till professor i filosofi 1871 i Basel och  1874 i Jena. Tillsammans med flera bidrag till filosofins historia (Beiträge zur geschichte der neuern philosophie, vornehemlich der deutschen, 1886 med flera) har Eucken utvecklat ett självständigt filosofiskt författarskap av stort omfång och verklig betydelse. Eucken tilldelades Nobelpriset i litteratur 1908 och han invaldes även 1908 som ledamot av Kungliga Vetenskapsakademien.

## Filosofi

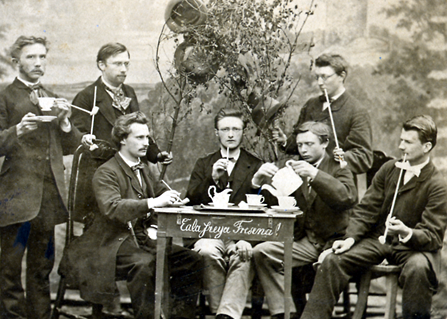
Eucken (mitten) under sin studietid vid universitetet i Göttingen.

Han var påverkad av Fichte, men har även beröringspunkter med platonismen. Han söker ett ”inbegrepp af det andliga lifvet”, som går utöver individerna och utgör en inre enhet i verkligheten och dess förändringar. Denna inre enhet nås inte genom det sinnliga begreppet, utan genom förnuftet, på noologisk, inte psykologisk väg. Både naturalismen, som fattar det andliga livet så som en naturprocess, och intellektualismen, som antar alla elementen såsom enhetligt sammanslutna i medvetandet, är enligt Eucken ohållbara. Så drivs han till att anta en kosmisk princip, som består i personligheten, men utan individuell existens och subjektivitet. Personligt liv är möjligt endast i samliv med all personlig verklighet i ett förnuftsrike. I idén om ett sådant är begreppet om absolut makt nödvändigt förbundet med begreppet absolut subjekt. Därför mynnar filosofin ut i ett bemödande att antingen, såsom Cartesius, tillgodogöra sig gudsbegreppet eller att, på Fichtes sätt, utveckla personligheten till det absoluta.
Hans huvudarbeten är Prolegomena zur forschung über die einheit des geisteslebens (1887), Die einheit des geisteslebens in bewusstsein und that der menschheit (1888) och Der wahrheitsgehalt der religion (1901).

### Svenska översättningar
- De mindre nationernas uppgift och betydelse. I vår tids lifsfrågor, 99-0919837-1 ; 18. Upsala. 1901. Libris 1510153
- Grundlinjer till en ny lifsåskådning. Stockholm: Geber. 1907. Libris 1613075
- Jesu livsåskådning. Stockholm: Geber. 1908. Libris 19337602. http://urn.kb.se/resolve?urn=urn:nbn:se:kb:eod-1613076
- Under andelifvets lag : föreläsningar i etik. Stockholm: Geber. 1909. Libris 1527049
- Levnadsminnen : ett stycke tyskt liv. Stockholm: Diakonistyr. 1921. Libris 1472187